# Огнена буря (турнир)
Огнена буря (на английски: WWE Great Balls of Fire) е кеч pay-per-view (PPV) турнир и WWE Network събитие, продуцирано от WWE за марката Първична сила. Провежда се на 9 юли 2017 в American Airlines Center в Далас, Тексас.
Това е първото събитие в хронологията на Огнена буря. Кръстено е на песента Great Balls of Fire, която е официалната песен за турнира като част от споразумение с Джери Лий Люис за нарушаване на авторските права. Името е масово критикувано в социалната мрежа.
Девет мача се провеждат по време на събитието, включително един в предварителното шоу. В главния мач, Брок Леснар побеждава Самоа Джо и запазва своята Универсална титла. В други мачове, Броун Строуман побеждава Роуман Рейнс в мач с линейки, Брей Уайът побеждава Сет Ролинс, а Сезаро и Шеймъс запазват своите Отборни титли на Първична сила срещу Харди бойз в 30-минутен мач Железния човек.

## Заден план
Събитието включва мачове, получени от сценични сюжети и имат резултати, предварително решени от WWE и марката Първична сила, марковата дивизия на WWE. Сюжетите се продуцират по седмичното телевизионно шоу на WWE, Първична сила и шоуто на полутежката дивизия 205 На живо.
На КечМания 33, Брок Леснар побеждава Голдбърг, печели своята първа Универсална титла на WWE. На следващата вечер, в Първична сила, адвоката на Леснар, Пол Хеймън споменава за мач между Леснар и Роуман Рейнс, след като само Леснар и Рейнс побеждават Гробаря на КечМания. Броун Строуман, който враждува с Рейнс от Кралски грохот, прекъсва Хеймън, твърдейки че той заслужава да се бие срещу Леснар за титлата. След това Строуман продължава враждата си с Рейнс, побеждавайки го на Разплата, пребивайки го след мача и отново на Първичен разговор, когато Рейнс се запътва към линейка. Обаче, Рейнс отвръща като удря ръката на Строуман във вратата на линейката няколко пъти. На следващата вечер, на Първична сила Главният мениджър Кърт Енгъл информира публиката, че и двамата имат травми. На следващата седмица, Строуман, който е превързан през рамото, твърди, че ще се насочи към Универсалния шампион след като приключи с Рейнс. По-късно Рейнс атакува Строуман по време на мача му, целейки се в ръката му със стоманен стол. Строуман претърпява операция, очаквайки се да отсъства за поне шест месеца. В епизода на 19 юни, Рейнс настоява за мач за Универсалната титла на Лятно тръшване. По-късно Строуман се завръща с линейка, коствайки на Рейнс мача му срещу Самоа Джо. Строуман го атакува и го предизвиква на мач с линейки на Огнена буря. На следващата седмица, Рейнс приема предизвикателството и се появява линейка на сцената; Рейнс отива да провери, но Строуман го напада зад гърба и го вкарва в линейката.Тъй като Леснар се бие временно, той отсъства за няколко седмици. На Екстремни правила, Самоа Джо побеждава Рейнс, Сет Ролинс, Фин Балър и Брей Уайът в Мач Фатална петорка с Екстремни правила, ставайки главен претендент за Универсалната титла срещу Ленсар на Огнена буря. На следващата вечер в Първична сила, Джо конфронтира Хеймън и казва, че той не се страхува от Леснар, както другите, и че иска да бие срещу него. Тогава Джо прави Захват Кокина на Хеймън, заплашвайки Ленсар, който се връща в следващия епизод и се сбива с Джо, но са разделени от кечисти. В епизода Първична сила на 19 юни, се пуска видео с интервюта на Леснар и Джо, където и двамата са уверени, че могат да победят другия. В последния епизод преди Огнена буря, Строуман се опитва да вкара Аполо Крус, който преди това побеждава, в линейка, но когато отваря врата Рейнс излиза, атакува Строуман и двамата се сбиват. Боят приключва, когато Рейнс прави копие на Строуман и двамата счупват маса.
След КечМания 33, Универсалният шампион Брок Ленсар отсъства от Първична сила за няколко седмици, тъй като той се бие временно. През това време Роуман Рейнс, Броун Строуман, Сет Ролинс, Фин Балър, Брей Уайът и Самоа Джо настояват за мач срещу Леснар за неговата титла. След като Строуман отсъства заради операцията, Главния мениджър Кърт Енгъл урежда мач Фатална петорка с Екстремни правила на Екстремни правила между останалите петима, победителя в който получава мач за титлата, уреден за Огнена буря. Джо печели мача и прекъсва адвоката на Леснар, Пол Хеймън на следващата вечер, твърдейки че не се страхува от Леснар и че иска да се бие срещу него. Тогава Джо прави Захвата Кокина на Хеймън, заплашвайки Леснар, който се завръща на следващата седмица и сбива се с Джо, но са разделени от другите кечисти. В интервюта от епизода на 19 юни, Леснар и Джо, показват стоята увереност, казвайки че могат да победят другия. На следващата седмица, докато Леснар излиза на ринга, Джо го напада зад гърба и му прави Захвата Кокина три пъти, което едва кара Леснар да припадне. Джо го оставя след като другите кечисти пристигат. В последния епизод преди Огнена буря, двамата провеждат блиц-интервю. Крещейки взаимно, Джо напуска, за да намери Леснар. Накрая го намира, но е изгонен от охраната.
На Екстремни правила, Алекса Блис запазва своята Титла при жените на Първична сила срещу Бейли. На следващата вечер, в Първична сила, Главния мениджър Кърт Енгъл кара Алекса да защитава своята титла срещу Ная Джакс, тъй като Алекса казва, че ще ѝ даде шанс след като приключи с Бейли. Алекса печели мача чрез дисквалификация, след като използва Мики Джеймс и Дейна Брук, които са край ринга, да я атакуват. В епизода на 12 юни, Саша Банкс, Дейна и Мики побеждават Алекса, Ная и завръщащата се Ема след като Алекса оставя съотборничките си. На следващата седмица, по време на мач между Ная и Саша, Ема заплашва Алекса, довеждайки до сбиване, което включва и Дейна, Мики и Бейли, които излизат, за да помогнат на Саша. Тогава Енгъл урежда мач с жребии между шестте, победителката в който ще се бие срещу Алекса за титлата на Огнена буря. Ная доминира в мача – елиминирайки Бейли, Мики, Дейна и Ема – преди да бъде елиминирана от Саша, карайки я да се предаде. Тогава Алекса излиза на ринга, но Саша я атакува. На следващата седмица, Банкс и Бейли се бият срещу Блис и Джакс, където Банкс кара Блис да се предаде от Банковото извлечение.
В епизода Първична сила на 15 май, Сет Ролинс се бие срещу Брей Уайът като част от тяхната вражда, водеща до Фаталната петорка на Екстремни правила. Уайът не вярва, че Ролинс може да спечели Фаталната петорка и Универсалния шампион Брок Леснар. Ролинс печели мача чрез дисквалификация, след като Самоа Джо се намесва. В епизода на 5 юни, Ролинс се бие срещу Джо. По време на мача, музиката на Уайът разсейва Ролинс, и Джо го побеждава. На следващата седмица, Ролинс конфронтира Уайът, наричайки го страхливец. Уайът нарича себе си бог, добавяйки че Ролинс може би е победил краля, но няма да може да победи бога. На следващата седмица, след като Ролинс, обявява, че е на обложката на видео играта WWE 2K18, той е прекъснат от Уайът, който обижда Ролинс за противоречието му с мотото на играта „Не бъди като никой друг“. Тогава Ролинс атакува Уайът. В епизода на 26 юни, Уайът предизвиква Ролинс на мач на Огнена буря, който Ролинс приема. На следващата седмица, Ролинс казва, че ще покаже на света, че Уайът не е бог, а страхливец. Уайът, който се намира в пустиня, също говори против Ролинс и казва, че всичко, което се случва в Първична сила откакто се мести в марката е заради него.
В епизода 205 На живо на 6 юни, Тайтъс О'Нийл се опитва да обеди Акира Тозауа да се присъедини към неговата групировка, „Бранша на Тайтъс“ (по-късно наречена „Тайтъс Около света“). В епизода Първична сила на 12 юни, О'Нийл представя на Тозауа ползите на съюзяването му с него, гледайки как Аполо Крус, друг член на Бранша на Тайтъс, който също убеждаваше Тозауа, побеждава Калисто. Тайтъс продължава да се опитва да обеди Тозауа на следващата вечер на 205 На живо и на следващата седмица, на Първична сила, след като Тозауа побеждава Ти Джей Пи. Тогава Шампиона в полутежка категория на WWE Невил се оплаква, че е пренебрегнат от Тозауа. Тайтъс отвръща, че Тозауа може да победи Невил и че с помощта му може да стане шампион в полутежка категория. В епизода Първична сила на 26 юни, О'Нийл информира и двамата, че е помолил за мач за титлата между двамата, уреден за Огнена буря. В следващия епизод на 205 На живо, Тайтъс говори за този мач. Невил го прекъсва и казва, че той мисли само за пари, а не за безопасността на своите клиенти, споменавайки за пребиването на Крус от Броун Строуман в предишния епизод Първична сила. Мача за Титлата в полутежка категория е преместен в предварителното шоу.
В епизода Първична сила на 22 май, Ензо Аморе е намерен в безсъзнание зад кулисите след като е бил атакуван зад гърба, и отново на следващата седмица, докато Възраждане (Даш Уайлдър и Скот Доусън) са наоколо. Коментатора на Първична сила Кори Грейвс казва, че може би Големият Кас е нападателя, но Кас казва, че никога не би наранил Ензо. На следващата седмица, Кас е намерен повален зад кулисите, заради което Ензо трябва да намери друг съотборник за мача им срещу Люк Галоус и Карл Андерсън. Накрая Ензо и Грамадата побеждават. По-късно Кас конфронтира Грамадата. На следващата седмица Кас отново е намерен в безсъзнание, но този път участва в мач с Ензо срещу Галоус и Андерсън, но губят. Галоус и Андерсън се опитват да нападнат Ензо, но Грамадата го спасява и го прегръща пред Кас. Ензо пита Грамадата дали той е нападателя на Кас, но отрича и си заминава. В епизода на 19 юни, Главният мениджър Кърт Енгъл провежда среща за атаките на Ензо и Кас. Той пита Грамадата дали е нападателя, но отрича и казва, че няма да се бие в Първична сила и напуска. Енгъл казва, че е говорил със съдии зад кулисите, които защитават Възраждане. Тогава Грейвс показва видео от охранителните камери, на което Кас се преструва на нападнат. Тогава Кас си признава. Кас казва, че му е омръзнало, че те никога не са печелили отборни титли. Кас казва, че с отбора им е свършено и го рита в главата. На следващата седмица, Ензо извиква Кас за да говорят. След сърдечна реч за тяхното приятелство, Кас казва, че се срамува от себе си за това, което е направил. Двамата излизат от ринга, но на сцената, Кас атакува Ензо. В епизода на 3 юли, Ензо казва, че ще отвърне на атаката, двамата се сбиват, но Енгъл ги спира и прави мач между тях за Огнена буря.
На Екстремни правила, Миз побеждава Дийн Амброуз и печели своята седма Интерконтинентална титла. На следващата вечер, в Първична сила, Амброуз иска своя реванш, но Миз отказва. По-късно Марис отпразнува победата на мъжа си с шампанско, човек в костюм на мечка, и голям подарък. Миз напада мечката, мислейки че е Амброуз. Миз също си мисли, че Амброуз е в големия подарък, хвърля се върху него и го чупи. Марис казва, че това е било часовника на дядо ѝ, който той винаги е искал, разстройва се и напуска ринга. Миз се извинява на Марис за часовника. Марис приема извинението, но след като Амброуз се намесва, Миз отново чупи часовника без да иска, и Марис напуска ринга в сълзи. След това, Амброуз е нападнат от двама в костюми на мечки, които се разкриват - Къртис Аксел и Бо Далас, които Миз убеждава да бъдат в неговия антураж. На следващия епизод, Амброуз, Хийт Слейтър и Райно губят от Миз и Миз-туража. На следващата седмица, Миз запазва своята титла срещу Слейтър. Тогава Амброуз получава своя реванш за титлата на Огнена буря.
На Екстремни правила, Сезаро и Шеймъс побеждават Харди бойз (Джеф и Мат Харди) в мач в Стоманена клетка и печелят Отборните титли на Първична сила. Харди бойз получават своя реванш на 12 юни в мач два от три туша, който завършва без победител, когато двата отбора са отброени в последния туш. На следващата седмица, Харди бойз и Фин Балър побеждават Сезаро, Шеймъс и Илайъс Самсън. На 3 юли, Главния мениджър Кърт Енгъл урежда Харди бойз срещу Сезаро и Шеймъс в последен мач за титлите от вида 30-минутен Мач Железния човек на Огнена буря. В същия епизод, Харди бойз коментират мача на Балър срещу Сезаро. Самсън излиза и спъва Балър, докато Шеймъс разсейва съдията. Харди излизат на ринга и шестимата се сбиват, където накрая Балър побеждава Сезаро.

## Резултати
| №                                                                                     | Резултати                                                          | Правила                                                           | Време |
| ------------------------------------------------------------------------------------- | ------------------------------------------------------------------ | ----------------------------------------------------------------- | ----- |
| 1П                                                                                    | Невил (ш) побеждава Акира Тозауа (с Тайтъс О'Нийл)                 | Индивидуален мач за Титлата в полутежка категория на WWE          | 11:40 |
| 2                                                                                     | Брей Уайът побеждава Сет Ролинс                                    | Индивидуален мач                                                  | 12:10 |
| 3                                                                                     | Големият Кас побеждава Ензо Аморе                                  | Индивидуален мач                                                  | 5:25  |
| 4                                                                                     | Сезаро и Шеймъс (ш) побеждават Харди бойз (Джеф и Мат Харди) с 4–3 | 30-минутен мач Железния човек за Отборните титли на Първична сила | 30:00 |
| 5                                                                                     | Саша Банкс побеждава Алекса Блис (ш) чрез отброяване               | Индивидуален мач за Титлата при жените на Първична сила           | 11:40 |
| 6                                                                                     | Миз (ш) (с Марис, Къртис Аксел и Бо Далас) побеждава Дийн Амброуз  | Индивидуален мач за Интерконтиненталната титла на WWE             | 11:20 |
| 7                                                                                     | Броун Строуман побеждава Роуман Рейнс                              | Мач с линейки                                                     | 16:35 |
| 8                                                                                     | Хийт Слейтър побеждава Кърт Хокинс                                 | Индивидуален мач                                                  | 2:10  |
| 9                                                                                     | Брок Леснар (ш) (с Пол Хеймън) побеждава Самоа Джо                 | Индивидуален мач за Универсалната титла на WWE                    | 6:25  |
| - (ш) – указва шампиона/шампионите в мача - П – показва, че мача се случи преди шоуто |                                                                    |                                                                   |       |

### Мач Железния човек
| Рез. | Отбор         | Чрез       | Пояснение                                                    | Време |
| ---- | ------------- | ---------- | ------------------------------------------------------------ | ----- |
| 1–0  | Сезаро/Шеймъс | Туш        | Шеймъс тушира Мат след Ритник-помпа                          | 0:20  |
| 2–0  | Сезаро/Шеймъс | Туш        | Шеймъс тушира Джеф след Белия шуми вратотрушач               | 9:48  |
| 2–1  | Харди бойз    | Туш        | Джеф тушира Сезаро след Обрат на съдбата                     | 12:54 |
| 3–1  | Сезаро/Шеймъс | Отброяване | Мат е отброен след като Сезаро го хвърля към кола на ринга   | 16:45 |
| 3–2  | Харди бойз    | Туш        | Джеф тушира Сезаро                                           | 22:57 |
| 3–3  | Харди бойз    | Туш        | Мат тушира Шеймъс след Обрат на съдбата от горното въже      | 27:05 |
| 4–3  | Сезаро/Шеймъс | Туш        | Сезаро тушира Джеф, докато прави Бомбата на лебеда на Шеймъс | 29:32 |